# 俄勒岡州第四國會選區
俄勒岡州第四國會選區（英語：Oregon's 4th congressional district）是美国俄勒冈州一個國會選區，包括該州太平洋岸南部。目前該區的眾議員為民主黨籍的瓦爾·霍伊爾。